# Голубков, Александр Петрович
Александр Петрович Голубков (1898, Москва, Российская империя — 1956, Москва, СССР) — советский авиаконструктор.

## Биография
Окончил МВТУ в 1925 г. В авиационной промышленности с 1918 г.
В 1922 — 1939 годы работал в бригаде морских самолётов ОКБ А. Н. Туполева (с 1934 года — начальником бригады). Возглавлял в конструкторском бюро А. Н. Туполева проектирование и постройку гигантской четырехмоторной амфибии АНТ-44.
С 1939 по 1954 года главный конструктор ряда авиазаводов.
В 1940—1941 годах возглавлял ОКБ-30, разрабатывал самолёт СРБ.
В 1941 году возглавил КБ завода № 294, затем заводов № 89 и 456.
Во время Великой Отечественной войны А. П. Голубков возглавлял коллектив КБ по переделкам (модификациям) иностранных самолётов B-25, Ли-2 (ДС-3) и других.
После войны его КБ вошло в состав ОКБ А. Н. Туполева. Участвовал в создании Ту-104.
Похоронен на Ваганьковском кладбище в Москве.

## Награды
- орден Трудового Красного Знамени
- орден Красной Звезды (08.08.1947)
- медали